# Sommer-Universiade 2013/Leichtathletik
Die Leichtathletik-Wettbewerbe der Sommer-Universiade 2013 fanden vom 7. bis zum 12. Juli 2013 im Zentralstadion in Kasan statt. Die Wettbewerbe waren in vier Abschnitte unterteilt: Laufwettbewerbe, Sprung- und Wurfwettbewerbe, Straßenrennen und Gehen.

## Ergebnisse Männer

### 100 m
| Platz | Athlet             | Land | Zeit (s)  |
| ----- | ------------------ | ---- | --------- |
| 1     | Anaso Jobodwana    | RSA  | 10,10 =PB |
| 2     | Ryōta Yamagata     | JPN  | 10,21     |
| 3     | Hua Wilfried Koffi | CIV  | 10,21 PB  |
| 4     | Serhij Smelyk      | UKR  | 10,21 PB  |
| 5     | Ihor Bodrow        | UKR  | 10,29     |
| 6     | Sam Effah          | CAN  | 10,29     |
| 7     | Rytis Sakalauskas  | LTU  | 10,30 =SB |
| 8     | Michail Idrisow    | RUS  | 10,64     |

### 200 m
| Platz | Athlet             | Land | Zeit (s) |
| ----- | ------------------ | ---- | -------- |
| 1     | Anaso Jobodwana    | RSA  | 20,00    |
| 2     | Rasheed Dwyer      | JAM  | 20,23    |
| 3     | Shōta Iizuka       | JPN  | 20,33    |
| 4     | Oluwasegun Makinde | CAN  | 20,61    |
| 5     | Brendon Rodney     | CAN  | 20,72    |
| 6     | Hua Wilfried Koffi | CIV  | 20,73    |
| 7     | Kamil Kryński      | POL  | 20,94    |
| 8     | Sibusiso Matsenjwa | SWZ  | 20,99    |

### 400 m
| Platz | Athlet                 | Land | Zeit (s) |
| ----- | ---------------------- | ---- | -------- |
| 1     | Wladimir Krasnow       | RUS  | 45,49 SB |
| 2     | Anderson Henriques     | BRA  | 45,50    |
| 3     | Nicholas Maitland      | JAM  | 45,63 PB |
| 4     | Rafał Omelko           | POL  | 45,69 PB |
| 5     | Brian Gregan           | IRL  | 45,83    |
| 6     | Pedro Luiz de Oliveira | BRA  | 45,96    |
| 7     | Emmanuel Tugumisirize  | UGA  | 46,63    |
| 8     | Tyler Harper           | CAN  | 46,97    |

### 800 m
| Platz | Athlet               | Land | Zeit (min) |
| ----- | -------------------- | ---- | ---------- |
| 1     | Nijel Amos           | BOT  | 1:46,53    |
| 2     | Jozef Repčík         | SVK  | 1:47,30 SB |
| 3     | Andreas Vojta        | AUT  | 1:47,31    |
| 4     | Wesley Vázquez       | PUR  | 1:47,33    |
| 5     | Iwan Nesterow        | RUS  | 1:47,58    |
| 6     | Rynardt van Rensburg | RSA  | 1:47,70    |
| 7     | Anthony Romaniw      | CAN  | 1:49,04    |
| 8     | Shaquille Dill       | BER  | 1:49,80    |

### 1500 m
| Platz | Athlet                | Land | Zeit (min) |
| ----- | --------------------- | ---- | ---------- |
| 1     | Walentin Smirnow      | RUS  | 3:39,39 SB |
| 2     | Jeremy Rae            | CAN  | 3:39,45    |
| 3     | Jeremiah Motsau       | RSA  | 3:39,51    |
| 4     | Jegor Nikolajew       | RUS  | 3:39,59    |
| 5     | Dmitrijs Jurkevičs    | LAT  | 3:39,79    |
| 6     | Paul Kipkemoi Chelimo | KEN  | 3:40,41    |
| 7     | Andries Hlaselo       | RSA  | 3:40,95    |
| 8     | José Juan Esparza     | MEX  | 3:42,00    |

### 5000 m
| Platz | Athlet                | Land | Zeit (min)  |
| ----- | --------------------- | ---- | ----------- |
| 1     | Hayle İbrahimov       | AZE  | 13:25,89 UR |
| 2     | Paul Kipkemoi Chelimo | KEN  | 13:37,09    |
| 3     | Richard Ringer        | GER  | 13:37,18    |
| 4     | Stefano La Rosa       | ITA  | 13:40,42 SB |
| 5     | Jewgeni Rybakow       | RUS  | 13:46,28    |
| 6     | Jeromy Andreas        | RSA  | 13:56,94    |
| 7     | Andrei Safronow       | RUS  | 14:01,74    |
| 8     | Tiidrek Nurme         | EST  | 14,08,02    |

### 10.000 m
| Platz | Athlet           | Land | Zeit (min)  |
| ----- | ---------------- | ---- | ----------- |
| 1     | Stephen Mokoka   | RSA  | 28:45,96    |
| 2     | Anatoli Rybakow  | RUS  | 28:47,27    |
| 3     | Jewgeni Rybakow  | RUS  | 28:47,28    |
| 4     | Brandon Lord     | CAN  | 29:12,90 PB |
| 5     | Aldo Vega        | MEX  | 29:25,42    |
| 6     | Shota Hattori    | JPN  | 29:28,53    |
| 7     | José Luis Duarte | MEX  | 29:29,55    |
| 8     | Dessie Getnet    | ETH  | 29:35,81    |

### Halbmarathon
| Platz | Athlet           | Land | Zeit (h)   |
| ----- | ---------------- | ---- | ---------- |
| 1     | Sibabalwe Mzazi  | RSA  | 1:03:37    |
| 2     | Stephen Mokoka   | RSA  | 1:03:37    |
| 3     | Shogo Nakamura   | JPN  | 1:04:21    |
| 4     | Hiroki Yamagishi | JPN  | 1:04:41    |
| 5     | Shota Hattori    | JPN  | 1:05:00    |
| 6     | Andrei Leiman    | RUS  | 1:05:08 PB |
| 7     | Xolisane Zamkele | RSA  | 1:05:38    |
| 8     | Toshikatsu Ebina | JPN  | 1:05:39    |

### Halbmarathon Teamwertung
| Platz | Land                | Zeit (h) |
| ----- | ------------------- | -------- |
| 1     | Südafrika           | 3:12:52  |
| 2     | Japan               | 3:14:02  |
| 3     | Russland            | 3:16:38  |
| 4     | Türkei              | 3:23:21  |
| 5     | Uganda              | 3:33:30  |
| 6     | Volksrepublik China | 3:35:01  |

### 20 km Gehen
| Platz | Athlet           | Land | Zeit (h)   |
| ----- | ---------------- | ---- | ---------- |
| 1     | Andrei Kriwow    | RUS  | 1:20:47 UR |
| 2     | Ruslan Dmytrenko | UKR  | 1:20:54    |
| 3     | Denis Strelkow   | RUS  | 1:21:32    |
| 4     | Andrei Rusawin   | RUS  | 1:22:12    |
| 5     | Iñaki Gómez      | CAN  | 1:22:29 SB |
| 6     | Ihor Hlawan      | UKR  | 1:22:32 PB |
| 7     | Isaac Palma      | MEX  | 1:24:14    |
| 8     | Iwan Lossew      | UKR  | 1:24:43    |

### 20 km Gehen Teamwertung
| Platz | Land                | Zeit (h) |
| ----- | ------------------- | -------- |
| 1     | Russland            | 4:04:31  |
| 2     | Ukraine             | 4:08:09  |
| 3     | Kanada              | 4:20:35  |
| 4     | Volksrepublik China | 4:27:25  |

### 110 m Hürden
| Platz | Athlet                 | Land | Zeit (s) |
| ----- | ---------------------- | ---- | -------- |
| 1     | Eddie Lovett           | ISV  | 13,43    |
| 2     | Konstantin Schabanow   | RUS  | 13,46 SB |
| 3     | Sergei Schubenkow      | RUS  | 13,47    |
| 4     | Erik Balnuweit         | GER  | 13,61    |
| 5     | Francisco Javier López | ESP  | 13,78    |
| 6     | Martin Mazáč           | CZE  | 13,83    |
| 7     | Lyu Anye               | CHN  | 13,97    |
|       | Greggmar Swift         | BAR  | DNF      |

### 400 m Hürden
| Platz | Athlet           | Land | Zeit (s) |
| ----- | ---------------- | ---- | -------- |
| 1     | Martin Kučera    | SVK  | 49,79 PB |
| 2     | Amadou Ndiaye    | SEN  | 49,90    |
| 3     | Ian Dewhurst     | AUS  | 49,96    |
| 4     | Tomoharu Kino    | JPN  | 50,02    |
| 5     | Iwan Schabljujew | RUS  | 50,11    |
| 6     | Keisuke Nozawa   | JPN  | 50,15    |
| 7     | Václav Barák     | CZE  | 50,28    |
| 8     | PC Beneke        | RSA  | 50,51    |

### 3000 m Hindernis
| Platz | Athlet              | Land | Zeit (min) |
| ----- | ------------------- | ---- | ---------- |
| 1     | Ilgisar Safiullin   | RUS  | 8:32,53    |
| 2     | Sebastián Martos    | ESP  | 8:37,94    |
| 3     | Patrick Nasti       | ITA  | 8:38,41    |
| 4     | Ildar Minschin      | RUS  | 8:44,11    |
| 5     | Noam Neeman         | ISR  | 8:49,07 PB |
| 6     | Marco Kern          | SUI  | 8:51,76    |
| 7     | Alexandru Ghinea    | ROM  | 8:53,14    |
| 8     | Justinas Beržanskis | LTU  | 8:54,72    |

### 4 × 100 m Staffel
| Platz | Land                | Athleten                                                                     | Zeit (s) |
| ----- | ------------------- | ---------------------------------------------------------------------------- | -------- |
| 1     | Ukraine             | Ruslan Perestjuk Serhij Smelyk Ihor Bodrow Witalij Korsch                    | 38,56    |
| 2     | Japan               | Ryōta Yamagata Yousuke Hara Rui Yonaguni Shōta Iizuka Im Vorlauf: Jun Kimura | 39,12    |
| 3     | Polen               | Jakub Adamski Dariusz Kuć Artur Zaczek Kamil Kryński                         | 39,29    |
| 4     | Thailand            | Ruttanapon Sowan Aphisit Promkaew Jirapong Meenapra Suppachai Chimdee        | 39,30    |
| 5     | Volksrepublik China | Yang Zhanlin Gao Dongshi Yang Yang Wu Zhiqiang                               | 39,54    |
| 6     | Singapur            | Calvin Kang Li Loong Jamal Amirudin Lee Cheng Wei Lim Yao Peng               | 40,27    |
| 7     | Südafrika           | Akani Simbine Henricho Bruintjies Gideon Trotter Anaso Jobodwana             | 45,82    |
|       | Kanada              | Michael Robertson Oluwasegun Makinde Brendon Rodney Sam Effah                | DSQ      |

### 4 × 400 m Staffel
| Platz | Land       | Athleten                                                           | Zeit (min) |
| ----- | ---------- | ------------------------------------------------------------------ | ---------- |
| 1     | Kanada     | Benjamin Ayesu-Attah Brendon Rodney Michael Robertson Tyler Harper | 3:05,26    |
| 2     | Südafrika  | Pieter Conradie Jacques de Swardt PC Beneke Wayde van Niekerk      | 3:06,19    |
| 3     | Türkei     | Buğrahan Kocabeyoğlu Halit Kiliç Mehmet Güzel Yavuz Can            | 3:06,36    |
| 4     | Japan      | Jun Kimura Keisuke Nozawa Shō Kawamoto Kengo Yamasaki              | 3:06,58    |
| 5     | Australien | Ian Dewhurst Mathew Lynch Alexander Carew Tom Gamble               | 3:08,82    |
| 6     | Botswana   | Keene Charles Motukisi Busang David Daniel Lagamang Mothusi Bolele | 3:15,75    |
|       | Uganda     | Emmanuel Tugumisirize Johnson Anywar Noah Mwidu Daniel Bingi       | DSQ        |
|       | Russland   | Maxim Dyldin Dmitri Burjak Radel Kaschefrasow Wladimir Krasnow     | DSQ        |

### Hochsprung
| Platz | Athlet           | Land | Höhe (m) |
| ----- | ---------------- | ---- | -------- |
| 1     | Sergei Mudrow    | RUS  | 2,31 PB  |
| 2     | Andrij Prozenko  | UKR  | 2,31 PB  |
| 3     | Wang Yu          | CHN  | 2,28     |
| 4     | Nikola Bojic     | AUS  | 2,28 PB  |
| 5     | Iwan Uchow       | RUS  | 2,28 SB  |
| 6     | Wojciech Theiner | POL  | 2,25     |
| 7     | Raivydas Stanys  | LTU  | 2,20     |
| 8     | Jussi Viita      | FIN  | 2,20 SB  |

### Stabhochsprung
| Platz | Athlet              | Land | Höche (m) |
| ----- | ------------------- | ---- | --------- |
| 1     | Sam Kendricks       | USA  | 5,60      |
| 2     | Seito Yamamoto      | JPN  | 5,60      |
| 3     | Nikita Filippow     | KAZ  | 5,50      |
| 4     | Hendrik Gruber      | GER  | 5,50      |
| 5     | Alexander Gripitsch | RUS  | 5,40      |
| 6     | Han Du-hyeon        | KOR  | 5,40 PB   |
| 7     | Artjom Buria        | RUS  | 5,40      |
| 8     | Mareks Ārents       | LAT  | 5,30      |

### Weitsprung
| Platz | Athlet           | Land | Weite (m)  |
| ----- | ---------------- | ---- | ---------- |
| 1     | Luis Rivera      | MEX  | 8,46 WL UR |
| 2     | Alexander Menkow | RUS  | 8,42 PB    |
| 3     | Marcos Chuva     | POR  | 8,15 SB    |
| 4     | Sergei Poljanski | RUS  | 8,14       |
| 5     | Julian Howard    | GER  | 8,00       |
| 6     | Taylor Stewart   | CAN  | 7,80 PB    |
| 7     | Alper Kulaksız   | TUR  | 7,68 SB    |
| 8     | Larona Koosimile | BOT  | 7,67       |

### Dreisprung
| Platz | Athlet               | Land | Weite (m) |
| ----- | -------------------- | ---- | --------- |
| 1     | Wiktor Kusnjezow     | UKR  | 17,01 SB  |
| 2     | Alexei Fjodorow      | RUS  | 16,89 w   |
| 3     | Jewgeni Ektow        | KAZ  | 16,57     |
| 4     | Aleksi Tammentie     | FIN  | 16,31 SB  |
| 5     | Aşkın Karaca         | TUR  | 16,27     |
| 6     | Hugues Fabrice Zango | BFA  | 15,96     |
| 7     | Alwyn Jones          | AUS  | 15,93     |
| 8     | Marcos Caldeira      | POR  | 15,87     |

### Kugelstoßen
| Platz | Athlet             | Land | Weite (m) |
| ----- | ------------------ | ---- | --------- |
| 1     | Alexander Lesnoi   | RUS  | 20,30     |
| 2     | Inderjeet Singh    | IND  | 19,70 PB  |
| 3     | Waleri Kokojew     | RUS  | 19,65     |
| 4     | Martin Stašek      | CZE  | 19,51     |
| 5     | Jaco Engelbrecht   | RSA  | 19,48     |
| 6     | Hüseyin Atıcı      | TUR  | 19,34     |
| 7     | Šarūnas Banevičius | LTU  | 19,22     |
| 8     | Tomas Soderlund    | FIN  | 18,47     |

### Diskuswurf
| Platz | Athlet               | Land | Weite (m) |
| ----- | -------------------- | ---- | --------- |
| 1     | Ronald Julião        | BRA  | 63,54     |
| 2     | Giovanni Faloci      | ITA  | 62,23     |
| 3     | Gleb Sidortschenko   | RUS  | 62,16     |
| 4     | Mahmoud Samimi       | IRI  | 59,76     |
| 5     | Iwan Krasnostschenko | RUS  | 59,41     |
| 6     | Alex Rose            | SAM  | 58,64 SB  |
| 7     | Yūji Tsutsumi        | JPN  | 58,43     |
| 8     | Federico Apolloni    | ITA  | 57,07     |

### Hammerwurf
| Platz | Athlet            | Land | Weite (m) |
| ----- | ----------------- | ---- | --------- |
| 1     | Paweł Fajdek      | POL  | 79,99 =SB |
| 2     | Marcel Lomnický   | SVK  | 78,73 PB  |
| 3     | Sergei Litwinow   | RUS  | 78,08     |
| 4     | Jury Schajunoy    | BLR  | 75,82     |
| 5     | Wojciech Nowicki  | POL  | 75,32     |
| 6     | Sjarhej Kalamojez | BLR  | 74,18     |
| 7     | Tuomas Seppänen   | FIN  | 73,89     |
| 8     | Serghei Marghiev  | MDA  | 72,99 SB  |

### Speerwurf
| Platz | Athlet                 | Land | Weite (m) |
| ----- | ---------------------- | ---- | --------- |
| 1     | Dmitri Tarabin         | RUS  | 83,11     |
| 2     | John Robert Oosthuizen | RSA  | 81,63     |
| 3     | Fatih Avan             | TUR  | 81,24     |
| 4     | Sampo Lehtola          | FIN  | 79,02 SB  |
| 5     | Genki Dean             | JPN  | 78,21     |
| 6     | Łukasz Grzeszczuk      | POL  | 77,98     |
| 7     | Petr Frydrych          | CZE  | 75,69     |
| 8     | Ryōhei Arai            | JPN  | 75,53     |

### Zehnkampf
| Platz | Athlet                  | Land | Punkte |
| ----- | ----------------------- | ---- | ------ |
| 1     | Thomas Van der Plaetsen | BEL  | 8164   |
| 2     | Sergei Swiridow         | RUS  | 7939   |
| 3     | Brent Newdick           | NZL  | 7611   |
| 4     | Lars Vikan Rise         | NOR  | 7531   |
| 5     | Maximilian Gilde        | GER  | 7524   |
| 6     | Jānis Jansons           | LAT  | 7341   |
| 7     | Roman Garibay           | MEX  | 7340   |
| 8     | Pat Arbour              | CAN  | 7240   |

## Ergebnisse Frauen

### 100 m
| Platz | Athletin            | Land | Zeit (s) |
| ----- | ------------------- | ---- | -------- |
| 1     | Aurieyall Scott     | USA  | 11,28    |
| 2     | Lina Grinčikaitė    | LTU  | 11,32    |
| 3     | Andreea Ogrăzeanu   | ROM  | 11,41 SB |
| 4     | Hanna-Maari Latvala | FIN  | 11,47    |
| 5     | Amy Foster          | IRL  | 11,50    |
| 6     | Shai-Anne Davis     | CAN  | 11,54    |
| 7     | Olga Safronowa      | KAZ  | 11,55    |
| 8     | Audrey Alloh        | ITA  | 11,62 SB |

### 200 m
| Platz | Athletin                   | Land | Zeit (s) |
| ----- | -------------------------- | ---- | -------- |
| 1     | Kimberly Hyacinthe         | CAN  | 22,78 PB |
| 2     | Hanna-Maari Latvala        | FIN  | 22,98 PB |
| 3     | Andreea Ogrăzeanu          | ROM  | 23,10 PB |
| 4     | Shai-Anne Davis            | CAN  | 23,12 PB |
| 5     | Tristie Johnson            | USA  | 23,32    |
| 6     | Nadeschda Kotljarowa       | RUS  | 23,51    |
| 7     | Anastassija Kotscherschowa | RUS  | 23,62    |
| 8     | Marie-Josée Ta Lou         | CIV  | 23,63 SB |

### 400 m
| Platz | Athletin         | Land | Zeit (s) |
| ----- | ---------------- | ---- | -------- |
| 1     | Xenija Aksjonowa | RUS  | 50,60 SB |
| 2     | Aljona Tamkina   | RUS  | 51,17 PB |
| 3     | Anastasia Le-Roy | JAM  | 51,72    |
| 4     | Aauri Bokesa     | ESP  | 52,04 PB |
| 5     | Alicia Brown     | CAN  | 52,08    |
| 6     | Caitlin Sargent  | AUS  | 52,40    |
| 7     | Elena Bonfanti   | ITA  | 52,99    |
| 8     | Olesea Cojuhari  | MDA  | 53,44    |

### 800 m
| Platz | Athletin             | Land | Zeit (min) |
| ----- | -------------------- | ---- | ---------- |
| 1     | Margarita Mukaschewa | KAZ  | 1:58,96 NR |
| 2     | Jekaterina Kupina    | RUS  | 1:59,57    |
| 3     | Eglė Balčiūnaitė     | LTU  | 1:59,82    |
| 4     | Angie Smit           | AUS  | 2:00,03 PB |
| 5     | Jelena Kotulskaja    | RUS  | 2:00,35    |
| 6     | Jessica Smith        | CAN  | 2:00,43 SB |
| 7     | Helen Crofts         | CAN  | 2:03,30    |
| 8     | Natalija Piliušina   | LTU  | 2:04,62    |

### 1500 m
| Platz | Athletin               | Land | Zeit (min) |
| ----- | ---------------------- | ---- | ---------- |
| 1     | Jelena Korobkina       | RUS  | 4:08,13    |
| 2     | Luiza Gega             | ALB  | 4:08,71    |
| 3     | Margherita Magnani     | ITA  | 4:09,72    |
| 4     | Angie Smit             | NZL  | 4:11,72 PB |
| 5     | Claire Tarplee         | IRL  | 4:13,37    |
| 6     | Katarzyna Broniatowska | POL  | 4:14,31    |
| 7     | Nicole Schappert       | POL  | 4:15,02    |
| 8     | Cristina Guevara       | MEX  | 4:16,97    |

Die ursprüngliche Siegerin Jekaterina Scharmina aus Russland wurde im Nachhinein wegen Dopings disqualifiziert.

### 5000 m
| Platz | Athletin                 | Land | Zeit (min)  |
| ----- | ------------------------ | ---- | ----------- |
| 1     | Olga Golowkina           | RUS  | 15:43,77    |
| 2     | Ayuko Suzuki             | JPN  | 15:51,47    |
| 3     | Mai Shoji                | JPN  | 16:11,90    |
| 4     | Dudu Karakaya            | TUR  | 16:12,77    |
| 5     | Carla Salomé Rocha       | POR  | 16:24,14    |
| 6     | Annet Chebet             | UGA  | 16:38,37 PB |
| 7     | Cristina Frumuz          | ROU  | 16:39,07    |
| 8     | Shinetsetseg Chuluunkhuu | MNG  | 17:25,02    |

### 10.000 m
| Platz | Athletin           | Land | Zeit (min)  |
| ----- | ------------------ | ---- | ----------- |
| 1     | Ayuko Suzuki       | JPN  | 32:54,17    |
| 2     | Alina Prokopjewa   | RUS  | 33:00,93    |
| 3     | Mai Tsuda          | JPN  | 33:14,59    |
| 4     | Mai Shoji          | JPN  | 33:22,83    |
| 5     | Natalja Putschkowa | RUS  | 33:27,52    |
| 6     | Carla Salomé Rocha | POR  | 33:44,27    |
| 7     | Olha Skrypak       | UKR  | 33:55,56 SB |
| 8     | Natalja Leontewa   | RUS  | 34:06,65    |

### Halbmarathon
| Platz | Athletin             | Land | Zeit (h) |
| ----- | -------------------- | ---- | -------- |
| 1     | Mai Tsuda            | JPN  | 1:13:12  |
| 2     | Alina Prokopjewa     | RUS  | 1:13:18  |
| 3     | Yukiko Okuno         | JPN  | 1:13:24  |
| 4     | Ljudmila Lebedewa    | RUS  | 1:13:33  |
| 5     | Jelena Sedowa        | RUS  | 1:13:58  |
| 6     | Hitomi Suzuki        | JPN  | 1:14:05  |
| 7     | Ayako Mitsui         | JPN  | 1:14:10  |
| 8     | Natalja Nowitschkowa | RUS  | 1:14:31  |

### Halbmarathon Teamwertung
| Platz | Land                | Zeit (h) |
| ----- | ------------------- | -------- |
| 1     | Japan               | 3:40:41  |
| 2     | Russland            | 3:40:49  |
| 3     | Volksrepublik China | 4:40:41  |

### 20 km Gehen
| Platz | Athletin            | Land | Zeit (h)   |
| ----- | ------------------- | ---- | ---------- |
| 1     | Anissja Kirdjapkina | RUS  | 1:29:30 UR |
| 2     | Irina Jumanowa      | RUS  | 1:30:41    |
| 3     | Lina Bikulowa       | RUS  | 1:32:30    |
| 4     | Hanna Drabenja      | BLR  | 1:33:15    |
| 5     | Yang Mingxia        | CHN  | 1:33:22    |
| 6     | Laura Reynolds      | IRL  | 1:33:31 SB |
| 7     | Paola Pérez         | ECU  | 1:33:40    |
| 8     | Aiman Koschakmetowa | KAZ  | 1:36:37    |

### 20 km Gehen Teamwertung
| Platz | Land                | Zeit (h) |
| ----- | ------------------- | -------- |
| 1     | Russland            | ?        |
| 2     | Volksrepublik China | ?        |

### 100 m Hürden
| Platz | Athletin              | Land | Zeit (s)  |
| ----- | --------------------- | ---- | --------- |
| 1     | Vashti Thomas         | USA  | 12,61 UR  |
| 2     | Alina Talaj           | BLR  | 12,78 SB  |
| 3     | Danielle Williams     | JAM  | 12,84     |
| 4     | Hanna Plotizyna       | UKR  | 13,04     |
| 5     | Nina Argunowa         | RUS  | 13,06 =SB |
| 6     | Shannon McCann        | AUS  | 13,30 PB  |
| 7     | Sade Mariah Greenidge | BAR  | 13,35     |
| 8     | Sonata Tamošaitytė    | LTU  | 13,35 SB  |

### 400 m Hürden
| Platz          | Athletin           | Land | Zeit (s) |
| -------------- | ------------------ | ---- | -------- |
| 1              | Anna Ryschykowa    | UKR  | 54,77 SB |
| 2              | Sarah Wells        | CAN  | 55,76    |
| 3              | Anneri Ebersohn    | RSA  | 57,58    |
| 4              | Jessie Barr        | IRL  | 57,65    |
| 5              | Christiane Klopsch | GER  | 57,93    |
|                | Landria Buckley    | USA  | DNF      |
| Hanna Titimez  | UKR                | DOP  |          |
| Irina Dawydowa | RUS                | DOP  |          |

Der ursprünglichen Siegerin Hanna Titimez aus der Ukraine wurde die Goldmedaille nachträglich wegen eines Dopingverstoßes aberkannt. Auch der Russin Irina Dawydowa wurde ihre Medaille nachträglich wegen Verstößen gegen die Dopingbestimmungen aberkannt.

### 3000 m Hindernis
| Platz | Athletin             | Land | Zeit (min)  |
| ----- | -------------------- | ---- | ----------- |
| 1     | Chantelle Groenewoud | CAN  | 09:51,17 PB |
| 2     | Jessica Furlan       | CAN  | 09:51,23 PB |
| 3     | Sandra Eriksson      | FIN  | 09:55,11    |
| 4     | Michelle Finn        | IRL  | 10:03,28    |
| 5     | Vaida Žūsinaitė      | LTU  | 10:04,37 SB |
| 6     | Eva Krchová          | CZE  | 10:17,96    |
| 7     | Simone Glad          | DEN  | 10:30,68    |
|       | Natalja Aristarchowa | RUS  | DNS         |

Die ursprüngliche Siegerin Julija Saripowa aus Russland, die Silbermedaillengewinnerin Switlana Schmidt aus der Ukraine sowie die Bronzemedaillengewinnerin Gülcan Mıngır aus der Türkei wurden im Nachhinein wegen eines Dopingvergehens disqualifiziert.

### 4 × 100 m Staffel
| Platz | Land               | Athletinnen                                                                        | Zeit (s) |
| ----- | ------------------ | ---------------------------------------------------------------------------------- | -------- |
| 1     | Ukraine            | Olessja Powch Natalija Pohrebnjak Marija Rjemjen Wiktorija Pjatatschenko           | 42,77    |
| 2     | Vereinigte Staaten | Vashti Thomas Aurieyall Scott Jade Barber Tristie Johnson                          | 43,54    |
| 3     | Polen              | Marika Popowicz Weronika Wedler Ewelina Ptak Małgorzata Kołdej                     | 43,81    |
| 4     | Russland           | Julija Kaschina Anastassija Kotscherschowa Wiktorija Jaruschkina Jekaterina Kusina | 43,98    |
| 5     | Taiwan             | Syu Yong-jie Shen Wan-zhen Ko Ching-ting Liao Ching-hsien                          | 45,16    |
| 6     | Thailand           | Pimpika Kannikom Supawan Thipat Tassaporn Wannakit Khanrutai Pakdee                | 45,66    |
| 7     | Ghana              | Asana Abubakari Bless Dupeh Adelaide Sagoe Abigail Dzamesi                         | 50,37    |
|       | Schweiz            | Joelle Curti Léa Sprunger Ellen Sprunger Joëlle Golay                              | DSQ      |

### 4 × 400 m Staffel
| Platz  | Land      | Athletinnen                                                              | Zeit (min) |
| ------ | --------- | ------------------------------------------------------------------------ | ---------- |
| 1      | Russland  | Aljona Tamkowa Nadeschda Kotljarowa Jekaterina Renschina Xenija Ustalowa | 3:26,61    |
| 2      | Kanada    | Noelle Montcalm Sarah Wells Helen Crofts Alicia Brown                    | 3:32,93    |
| 3      | Südafrika | Sonja van der Merwe Arista Nienaber Justine Palframan Anneri Ebersohn    | 3:36,05    |
| 4      | Polen     | Joanna Linkiewicz Danuta Urbanik Katarzyna Broniatowska Agata Bednarek   | 3:45,62    |
|        | Türkei    | Derya Yildirim Özge Akın Meliz Redif Sema Apak                           | DSQ        |
| Uganda |           | DNS                                                                      |            |

Die türkische Staffel wurde nachträglich wegen einer Dopingsperre von Meliz Redif disqualifiziert.

### Hochsprung
| Platz | Athletin           | Land | Höhe (m) |
| ----- | ------------------ | ---- | -------- |
| 1     | Kamila Stepaniuk   | POL  | 1,96     |
| 2     | Marija Kutschina   | RUS  | 1,96 PB  |
| 3     | Anna Iljuštšenko   | EST  | 1,94     |
| 4     | Jewgenija Kononowa | RUS  | 1,92 =PB |
| 5     | Antonia Stergiou   | GRE  | 1,87     |
| 6     | Burcu Yüksel       | TUR  | 1,87     |
| 7     | Maayan Furman      | ISR  | 1,87     |
| 8     | Justyna Kasprzycka | POL  | 1,84     |

### Stabhochsprung
| Platz | Athletin                | Land | Höche (m) |
| ----- | ----------------------- | ---- | --------- |
| 1     | Anastassija Sawtschenko | RUS  | 4,60      |
| 2     | Martina Schultze        | GER  | 4,40 =PB  |
| 3     | Fanny Smets             | BEL  | 4,40 =PB  |
| 4     | Romana Maláčová         | CZE  | 4,30      |
| 5     | Katharina Bauer         | GER  | 4,30      |
| 6     | Chloé Henry             | BEL  | 4,30      |
| 7     | Alexandra Kirjaschowa   | RUS  | 4,20      |
| 8     | Giorgia Benecchi        | ITA  | 4,20      |

### Weitsprung
| Platz | Athletin            | Land | Weite (m) |
| ----- | ------------------- | ---- | --------- |
| 1     | Darja Klischina     | RUS  | 6,90 SB   |
| 2     | Jelena Sokolowa     | RUS  | 6,73      |
| 3     | Michelle Weitzel    | GER  | 6,56      |
| 4     | Cornelia Deiac      | ROU  | 6,38      |
| 5     | Ksenia Achkinadze   | GER  | 6,34      |
| 6     | María del Mar Jover | ESP  | 6,32      |
| 7     | Anna Jagaciak       | POL  | 6,32      |
| 8     | Māra Grīva          | LAT  | 6,29      |

### Dreisprung
| Platz | Athletin                | Land | Weite (m) |
| ----- | ----------------------- | ---- | --------- |
| 1     | Jekaterina Konewa       | GER  | 14,82 UR  |
| 2     | Anna Jagaciak           | POL  | 14,21 SB  |
| 3     | Carmen Toma             | ROU  | 14,14 SB  |
| 4     | Irina Ektowa            | KAZ  | 14,13 SB  |
| 5     | Alsu Murtasina          | RUS  | 13,91     |
| 6     | Shanieka Thomas         | JAM  | 13,53     |
| 7     | Noor Amira Binti Nafiah | MAS  | 13,43 SB  |
| 8     | Elina Torro             | FIN  | 13,34     |

### Kugelstoßen
| Platz | Athletin         | Land | Weite (m) |
| ----- | ---------------- | ---- | --------- |
| 1     | Irina Tarassowa  | RUS  | 18,75     |
| 2     | Liu Xiangrong    | CHN  | 18,58     |
| 3     | Natalia Duco     | CHL  | 17,96     |
| 4     | Anita Márton     | HUN  | 17,92     |
| 5     | Aljona Dubizkaja | BLR  | 17,88 SB  |
| 6     | Julie Labonté    | CAN  | 17,60     |
| 7     | Felisha Johnson  | USA  | 17,47     |
| 8     | Jeneva McCall    | USA  | 17,04     |

### Diskuswurf
| Platz | Athletin          | Land | Weite (m) |
| ----- | ----------------- | ---- | --------- |
| 1     | Jelena Panowa     | RUS  | 56,86     |
| 2     | Maryke Oberholzer | RSA  | 54,09     |
| 3     | Subenrat Insaeng  | THA  | 53,40 SB  |
| 4     | Katri Hirvonen    | FIN  | 52,83     |
| 5     | Terina Keenan     | NZL  | 52,38     |
| 6     | Sanna Kämäräinen  | FIN  | 51,41     |
| 7     | Alix Kennedy      | AUS  | 49,79     |
| 8     | Kimberly Mulhall  | AUS  | 48,53     |

Die ursprüngliche Siegerin Wera Karmischina-Ganejewa aus Russland wurde im Nachhinein wegen eines Dopingvergehens disqualifiziert.

### Hammerwurf
| Platz | Athletin          | Land | Weite (m) |
| ----- | ----------------- | ---- | --------- |
| 1     | Jeneva McCall     | USA  | 73,75     |
| 2     | Oxana Kondratjewa | RUS  | 72,22     |
| 3     | Zalina Marghieva  | MDA  | 71,10     |
| 4     | Marija Bespalowa  | RUS  | 69,20     |
| 5     | Bianca Perie      | ROU  | 68,94     |
| 6     | Tereza Králová    | CZE  | 66,70     |
| 7     | Nikola Lomnická   | SVK  | 65,78     |
| 8     | Julia Ratcliffe   | NZL  | 65,17     |

### Speerwurf
| Platz | Athletin                | Land | Weite (m) |
| ----- | ----------------------- | ---- | --------- |
| 1     | Marija Abakumowa        | RUS  | 65,12     |
| 2     | Wiktorija Sudaruschkina | RUS  | 62,68     |
| 3     | Elisabeth Eberl         | AUT  | 55,02 SB  |
| 4     | Gundega Grīva           | LAT  | 53,71     |
| 5     | María Paz Ríos          | CHL  | 52,06     |
| 6     | Bernarda Letnar         | SVN  | 48,72 SB  |
| 7     | Elisabeth Höglund       | SWE  | 46,36     |
| 8     | Ieva Ščiukauskaitė      | LTU  | 43,98     |

### Siebenkampf
| Platz | Athletin                 | Land | Punkte |
| ----- | ------------------------ | ---- | ------ |
| 1     | Laura Ikauniece-Admidiņa | LAT  | 6321   |
| 2     | Györgyi Zsivoczky-Farkas | HUN  | 6269   |
| 3     | Eliška Klučinová         | CZE  | 6124   |
| 4     | Kristina Sawizkaja       | RUS  | 6096   |
| 5     | Ida Marcussen            | NOR  | 6066   |
| 6     | Mari Klaup               | EST  | 5837   |
| 7     | Rachael McIntosh         | CAN  | 5589   |
| 8     | Sophie Stanwell          | AUS  | 5518   |

Der ursprünglichen Siegerin Tatjana Tschernowa aus Russland wurde im Nachhinei die Goldmedaille wegen eines Dopingvergehens aberkannt.